# Региональные выборы в Венесуэле (1995)
Региональные выборы в Венесуэле 1995 года стали третьими в истории страны региональными выборами после децентрализации 1989 года. Явка составили 46,2 %

## Результаты
Для региональных выборов 1995 года было характерно активное участие региональных движений, что привело к оттоку избирателей от национальных партий. Так, выборы губернатора штата Карабобо выиграла местная партия «Проект Карабобо», а в штате Дельта-Амакуро победила партия Независимое движение регионального развития (исп. Movimiento Emergente Regional Independiente, MERI). Социал-демократическая партия Демократическое действие, долгое время доминировавшее на политической сцене Венесуэлы, казалось, смогло оправиться после неудачных для себя результатов предыдущих региональных выборов 1992 года и поражение на президентских выборах 1993 года, сумев выиграть губернаторские выборы в 12 штатах из 22. Это стало возможным частично из-за нескольких расколов в стане главных соперников Демократического действия, социально-христианской партии КОПЕЙ, частично из-за возникновения региональных движений, которые размыли голоса за оппонентов социал-демократов.

### Результаты партий по всем штатам
Ниже приведены суммарные результаты голосования за партии.
| Партия                            | Губернаторы | Голоса    | %     |
| Демократическое действие          | 11          | 1 552 815 | 34,51 |
| КОПЕЙ                             | 3           | 956 737   | 21,26 |
| «Радикальное дело»                | 1           | 571 734   | 12,71 |
| Движение к социализму             | 4           | 471 614   | 10,48 |
| «Конвергенция»                    | 1           | 388 842   | 8,64  |
| Организация подлинного обновления | —           | 20 061    | 0,45  |
| Другие партии                     | —           | 537 663   | 11,95 |

### Выборы губернаторов
Ниже приведены победители губернаторских выборов и их результаты по штатам.
| Штат           | Кандидат                 | Коалиция (партия) | %     |
| -------------- | ------------------------ | --- | ----- |
| Амасонас       | Хосе Бернабе Гутъеррес   | Демократическое действие/КОПЕЙ/Движение к социализму/Организация подлинного обновления/Демократический республиканский союз/«Новые люди»                                                                               | 48,57 |
| Ансоатеги      | Деннис Балса             | Демократическое действие/Организация подлинного обновления/«Национальное мнение» | 38,66 |
| Апуре          | Хосе Грегорио Монтилья   | Демократическое действие/Организация подлинного обновления | 60,77 |
| Арагуа         | Дидалко Боливар          | Движение к социализму/КОПЕЙ/Коммунистическая партия Венесуэлы/Народное избирательное движение/Демократический республиканский союз/«Национальное мнение»                                                               | 48,93 |
| Баринас        | Рафаэль Росалес Пенья    | Демократическое действие/Организация подлинного обновления | 52,11 |
| Боливар        | Хорхе Карвахаль          | Демократическое действие/Конвергенция/Организация подлинного обновления/Демократический республиканский союз/Народное избирательное движение                                                                           | 49,41 |
| Гуарико        | Рафаэль Эмилио Сильвейра | Демократическое действие | 46,69 |
| Дельта-Амакуро | Эмери Мата               | Независимое движение регионального развития/Демократическое действие/КОПЕЙ/Организация подлинного обновления/Народное избирательное движение/«Национальное мнение»                                                     | 52,17 |
| Карабобо       | Энрике Салас Рёмер       | «Проект Карабобо»/Движение национальной целостности/Народное избирательное движение | 40,64 |
| Кохедес        | Хосе Альберто Галиндес   | Демократическое действие/Движение национальной целостности/Демократический республиканский союз | 45,39 |
| Лара           | Орландо Фернандес Медина | Движение к социализму/Конвергенция/Народное избирательное движение/Движение национальной целостности | 50,36 |
| Мерида         | Уильям Давила            | Демократическое действие/Организация подлинного обновления | 52,12 |
| Миранда        | Энрике Мендоса           | КОПЕЙ/«Чакао 92»/другие | 43,91 |
| Монагас        | Луис Эдуардо Мартинес    | Демократическое действие/Демократический республиканский союз/Организация подлинного обновления/«Национальное мнение»/другие                                                                                           | 48,34 |
| Нуэва-Эспарта  | Рафаэль Товар            | КОПЕЙ/«Конвергенция»/Движение к социализму/«Новые люди»/Демократический республиканский союз/Коммунистическая партия Венесуэлы/Народное избирательное движение                                                         | 48,25 |
| Португеса      | Иван Кольменарес         | Движение к социализму/КОПЕЙ/«Конвергенция»/Коммунистическая партия Венесуэлы/Демократический республиканский союз/Народное избирательное движение                                                                      | 52,74 |
| Сукре          | Рамон Мартинес           | Движение к социализму/КОПЕЙ/«Конвергенция»/Народное избирательное движение/Демократический республиканский союз/Коммунистическая партия Венесуэлы/Движение национальной целостности/«Новые люди»/«Национальное мнение» | 58,38 |
| Сулия          | Франсиско Ариас Карденас | «Радикальное дело» | 30,45 |
| Тачира         | Рикардо Мендес Морено    | Демократическое действие/Организация подлинного обновления | 37,27 |
| Трухильо       | Луис Гонсалес            | Демократическое действие/Организация подлинного обновления/«Национальное мнение» | 39,07 |
| Фалькон        | Хосе Курьель             | КОПЕЙ/«Национальное мнение»/другие | 37,83 |
| Яракуй         | Эдуардо Лапи             | «Конвергенция»/Движение к социализму/Демократический республиканский союз/Народное избирательное движение | 45,77 |